# بين لوسيان برمان
بين لوسيان برمان (بالإنجليزية: Ben Lucien Burman)‏ هو صحفي وكاتب وكاتب للأطفال أمريكي، ولد في 12 ديسمبر 1896 في كنتاكي في الولايات المتحدة، وتوفي في 12 نوفمبر 1984 في نيويورك في الولايات المتحدة.

## وصلات خارجية
- بين لوسيان برمان على موقع IMDb (الإنجليزية)
- بين لوسيان برمان على موقع الموسوعة البريطانية (الإنجليزية)
- بين لوسيان برمان على موقع قاعدة بيانات الفيلم (الإنجليزية)